# 石上流泉
〈石上流泉〉，古琴曲。在明《西麓堂琴统》中记载为伯牙所作。刊載於多本琴譜，例如：《杏莊太音續譜》、《伯牙心法》、《琴学初津》、《天闻阁琴谱》、《琴谱正传》、《琴谱合璧》等。

## 版本
清代《琴苑心传全编》中记载为刘涓子所作，《希韶阁琴瑟合谱》和《希韶阁琴谱集成》等琴谱採用了類似的說法。

## 琴曲解析
《西麓堂琴统》：「此亦伯牙所作，蓋其寓情山水，結盟泉石，恍若懸崖寒溜，跳珠瀑布，奪人心目，詳玩曲意，眞若天地同流之妙矣。」
《琴苑心传全编》：「按是曲，劉涓子作。曲以泉石名者，石靜似仁，泉動似知，泉動不礙靜，石靜不礙動，爲斯曲者，其樂行憂違之志可想與。」